# Орсонья
Орсонья (итал. Orsogna) — коммуна в Италии, расположена в регионе Абруццо, подчиняется административному центру Кьети.
Население составляет 4013 человека, плотность населения составляет 161 чел./км². Занимает площадь 25 км². Почтовый индекс — 66036. Телефонный код — 0871.
Покровителем коммуны почитается святитель Николай Мирликийский, чудотворец, празднование 6 декабря.